# Ingvar Lidholm

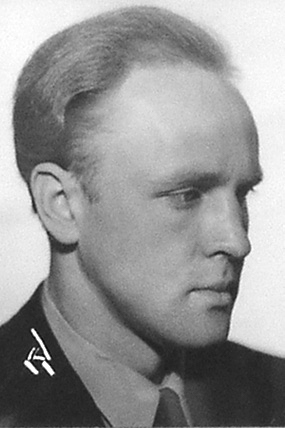
Ingvar Lidholm

Ingvar Natanael Lidholm (* 24. Februar 1921 in Jönköping; † 17. Oktober 2017 in Stockholm) war ein schwedischer Komponist.
Lidholm studierte an der Musikhochschule von Stockholm Violine und Orchesterleitung sowie bei Hilding Rosenberg Komposition. Er vervollkommnete seine Ausbildung in Italien, Frankreich und der Schweiz. 1947 bis 1956 war er Dirigent des Sinfonieorchesters von Örebro. Bis 1965 leitete er die Kammermusikabteilung des Schwedischen Rundfunks, danach wirkte er von 1965 bis 1975 als Professor für Komposition an der Musikhochschule in Stockholm.
Lidholm komponierte eine Oper und eine Fernsehoper, Orchesterwerke, kammermusikalische Werke, Kantaten, Chöre und Lieder. Stilistisch gilt er als Vertreter der Moderne. Er verarbeitete Einflüsse von Hindemith und Strawinsky, aber auch Elemente des Expressionismus und der Zwölftontechnik. Kennzeichnend für ihn ist eine starke, kontrastreiche Intensität des Ausdrucks. Zu seinen Schülern zählten Komponisten wie Edward Applebaum und Anders Eliasson. 

## Werke
- Toccata e Canto, 1944
- Sonate für Flöte solo, 1945
- Klaviersonate, 1947
- Musik für Streicher, 1952
- Concerto für Flöte, Oboe, Englischhorn und Cello, 1954
- Vier Stücke für Cello und Klavier, 1954
- Canto LXXXI auf einen Text von Ezra Pound
- Die Nacht des Poeten auf einen Text von Carl Jonas Love Almqvist, 1958
- Riter (Riten) für Ballett, Orchester und Tonband, 1959
- Mutanza, 1959
- Motus-Colores, 1960
- Poesis für Orchester, 1963
- Nausicaa allein auf einen Text von Eyvind Johnson, 1963
- Holländarn (Der Holländer nach August Strindberg), Fernsehoper, 1967
- ...a riveder le stelle, 1973
- Kontakion, 1973
- Grüße von einer Alten Welt, 1976
- Ett drömspel (Ein Traumspiel nach August Strindberg), Oper, 1992
- stund, när ditt inre... für Bariton und Orchester, 1998

## Auszeichnungen
- 1965: Koussevitzky International Recording Award für Poesis[5]
- 1968: Salzburger Opernpreis für die Fernsehoper Holländarn
- 1993: Rolf-Schock-Preis[6]